# Colibrí nimfa de capell
El colibrí nimfa de capell (Thalurania glaucopis) és una espècie d'ocell de la família dels troquilins (trochilidae) que habita bosc i matoll de les terres baixes de l'est i sud del Brasil, el Paraguai, Uruguai i nord-est de l'Argentina.